# Edward M. Wright
Edward Maitland Wright (Farnley, 13 febbraio 1906 – Reading, 2 febbraio 2005) è stato un matematico inglese.

## Biografia
Nacque da Kate Owen e da Maitland Turner Wright, produttore di sapone di Farnley. La ditta paterna, la Wright's Washall Soap, garantì alla famiglia un discreto benessere fin quando ebbe tre anni. In seguito al fallimento, i genitori si separarono, e lui visse con la madre insegnante di musica, girando per varie scuole del paese, iniziando a tenere lezioni già nell'adolescenza. Autodidatta in matematica, ottenne la laurea di primo grado all'University of London a venti anni. Dato che molti dei collegi dell'Università di Oxford e di Cambridge imponevano limiti di età agli studenti troppo giovani, fece il concorso per il Jesus College di Oxford nel 1926 e lo vinse. Divenne ricercatore sotto la direzione di Godfrey Harold Hardy, con cui, nel 1938, scrisse Introduction to the Theory of Numbers.

### Pubblicazioni
- (EN) G.H. Hardy e E. M. Wright, An Introduction to the Theory of Numbers, 6ª ed., Oxford, Oxford University Press, 2008  [1938], ISBN 978-0-19-921985-8 (archiviato dall'url originale il 22 settembre 2008).